# دوینزبرگ (حوزه سرشماری)، نیویورک
دوینزبرگ (به انگلیسی: Duanesburg) یک منطقهٔ مسکونی در ایالات متحده آمریکا است که در شهرستان اسکنکتدی، نیویورک واقع شده‌است. دوینزبرگ ۶٫۶ کیلومتر مربع مساحت و ۳۹۱ نفر جمعیت دارد و ۲۱۹ متر بالاتر از سطح دریا واقع شده‌است.